# 堺市立浜寺中学校
堺市立浜寺中学校（さかいしりつ はまでらちゅうがっこう）は、大阪府堺市西区にある公立中学校。
現在は堺市立浜寺東小学校、堺市立浜寺石津小学校の2つの校区の子どもが主に通学している。
学制改革と同時の1947年に、堺市（当時の市域）で最初の中学校9校の一つとして創立した。その後生徒数の増加により、2中学校が分離開校している。学校は四ツ池遺跡の上に立っている。

## 沿革
1947年に堺市立第六中学校として開校した。開校当初は、当時の校区内の堺市立浜寺小学校・堺市立浜寺石津小学校・堺市立浜寺昭和小学校の3ヶ所に仮校舎を設置していた。1948年には現在地に統合移転している。
1950年には、堺市立中学校で番号での校名ではなく地域などを取り入れた校名へと変更する方針が出されたことに伴い、堺市立浜寺中学校に改称している。また当時の堺市立鳳小学校校区のうち、阪和線以西の地域も調整区域として校区に入った。
生徒数の増加に伴ってマンモス校となり、1978年には従来の校区から鳳小学校校区を分離して堺市立鳳中学校が開校している。また1994年には、従来の校区から浜寺小学校・浜寺昭和小学校校区を分離して堺市立浜寺南中学校が開校している。

### 年表
- 1947年4月1日 - 堺市立第六中学校として創立。
- 1948年11月6日 - 現在地に移転。
- 1950年4月1日 - 堺市立浜寺中学校に改称。
- 1961年9月16日 - 第2室戸台風により校舎被災。
- 1964年3月31日 - 講堂兼体育館落成。
- 1967年12月20日 - 校舎建築予定地から住居跡及び土器が発見される。
- 1978年4月1日 - 堺市立鳳中学校を分離。
- 1994年4月1日 - 堺市立浜寺南中学校を分離。
- 2005年4月1日 - 大阪府教育委員会から、環境教育推進実践校に指定される。

## 通学区域
- 堺市立浜寺石津小学校と堺市立浜寺東小学校の通学区域。

## 出身者
- 池畑慎之介（ピーター）- 俳優・歌手。ラ・サール中学校中退後、鹿児島市立城西中学校から編入。
- 片岡愛之助 (6代目) - 歌舞伎役者
- 川口憲吾 - 漫画家
- 池田幾三 - 放送作家・ラジオパーソナリティ（2期生）
- 野出孝一 - 医学者
- 龍興山一人 - 大相撲力士（35期生）
- 阿野鉱二 - 元プロ野球選手
- 和田徹 - 元プロ野球選手、プロ野球解説者
- 木戸克彦 - 元プロ野球選手、阪神タイガース作戦兼バッテリーコーチ（27期生）

『週刊ベースボール』の江夏豊の連載によれば、浜寺中学校出身の元プロ野球選手3人を「浜寺の3選手」と呼び、野球界では有名な呼び名だと書いている。
- 宮崎亮 - プロボクサー
- 土井健史 - 柔道家
- 田中こころ - バスケットボール選手[1]

## 交通
- 阪堺電気軌道阪堺線船尾停留場から南東へ約15分。
- 南海本線諏訪ノ森駅南東へ約20分。
- JR阪和線津久野駅西へ約15分。
- 南海高野線堺東駅前2番乗り場から南海バス鳳西町南行きで約20分、浜寺中学校前バス停すぐ。